# 普嶋信一
普嶋 信一（ふしま しんいち、1962年 - ）は、日本の編集技師。

## 経歴
日活芸術学院7期卒。
1984年、森田芳光監督の『ときめきに死す』から編集助手として映画製作の現場に入る。1993年、市川準監督の『クレープ』で編集技師デビューを果たす。平成ガメラシリーズの特技編集のように特撮スタッフとしても活躍を見せている。『鍵泥棒のメソッド』の内田けんじ監督や、『かもめ食堂』の荻上直子監督とコンビを組むことが多い。他にも『歓喜の歌』『まほろ駅前多田便利軒』『阪急電車 片道15分の奇跡』など代表作が多数ある。2008年の『 東京タワー 〜オカンとボクと、時々、オトン〜』と、2012年の『北のカナリアたち』など複数回にわたり日本アカデミー賞優秀編集賞を受賞し、『舟を編む』では最優秀編集賞を受賞した。

## 作品

### 映画

#### 編集助手
出典：
- ときめきに死す （1984年）
- 上海バンスキング （1988年）
- あげまん （1990年）
- マークスの山 （1995年）
- 静かな生活 （1995年）

#### 編集
- クレープ （1993年）
- ガメラ 大怪獣空中決戦 （1995年） - 特技編集
- ガメラ2 レギオン襲来 （1996年） - 特技編集
- ピエタ （1997年）
- KOKKURI こっくりさん （1997年）
- 悪の華 （1997年）
- HAPPY PEOPLE／ハッピーピープル （1997年）
- タオの月 （1997年）
- JOKER 厄病神 （1998年）
- スイート・スイート・ゴースト （2000年）
- ちんちろまい （2000年）
- ゴジラ×メガギラス G消滅作戦 （2000年）
- アカシアの道 （2001年）
- Go! （2001年）
- ショコキ! （2001年）
- うつつ （2002年）
- ゴジラ×メカゴジラ （2002年）
- さよなら、クロ （2003年）
- 天使の牙B.T.A. （2003年）
- IKKA：一和 （2003年）
- ゴジラ×モスラ×メカゴジラ 東京SOS （2003年）
- アンテナ （2004年）
- バーバー吉野 （2004年）
- 母のいる場所 （2004年）
- 老親 （2005年）
- 戦国自衛隊1549 （2005年）
- タッチ （2005年）
- かもめ食堂 （2006年）
- 水の花 （2006年）
- 東京タワー 〜オカンとボクと、時々、オトン〜 （2007年）
- めがね （2007年）
- 歓喜の歌 （2008年）
- パーク アンド ラブホテル （2008年）
- アフタースクール （2008年）
- カメレオン （2008年）
- 能登の花ヨメ （2008年）
- ウルトラミラクルラブストーリー （2009年）
- 不灯港 （2009年）
- プール （2009年）
- スノープリンス 禁じられた恋のメロディ （2009年）[5]
- ケンタとジュンとカヨちゃんの国 （2010年）
- 東京島 （2010年）
- マザーウォーター （2010年）
- 行きずりの街 （2010年）
- まほろ駅前多田便利軒 （2011年）
- 阪急電車 片道15分の奇跡 （2011年）
- レンタネコ （2011年）
- 天国からのエール （2011年）
- 東京オアシス （2011年）
- 鍵泥棒のメソッド （2012年）
- 北のカナリアたち （2012年）
- 舟を編む （2013年）
- ぼくたちの家族 （2013年）
- 彼らが本気で編むときは、（2017年）
- 半世界（2019年）
- マイスモールランド（2022年）

### テレビドラマ
- 本当にあった怖い話 第16回『死霊の滝』『呪われた人形』 （1992年、ANB）[6]
- 鉄甲機ミカヅキ （2000年、CX）
- 深夜食堂 （2009年、MBS）
- 深夜食堂2 （2011年、MBS）
- パンとスープとネコ日和（2013年、WOWOW）

## 受賞歴
- 2008年 第31回日本アカデミー賞：優秀編集賞『東京タワー 〜オカンとボクと、時々、オトン〜』
- 2013年 第36回日本アカデミー賞：優秀編集賞『北のカナリアたち』[7]
- 2014年 第37回日本アカデミー賞：最優秀編集賞『舟を編む』[3]